# Renaixença a Mallorca
La Renaixença a Mallorca, com a la resta de països de llengua i cultura catalana, és el moviment sociocultural que en la segona meitat del segle xix es proposa la recuperació literària de la llengua catalana i que, en conseqüència, durà a plantejar la plena dignificació de la llengua i cultura pròpia com a passes imprescindibles de la recuperació nacional de les Illes Balears, País Valencià i Catalunya.

## Aribau i l'Oda a la Pàtria

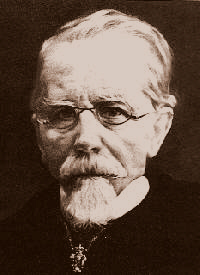
Rubio i Ors

El 24 d'agost de 1833 Bonaventura Carles Aribau publicava a El Vapor la seva Oda a la Pàtria, uns versos escrits amb motiu de l'aniversari de Gaspar Remisa, banquer català instal·lat a Madrid. Josep Maria Llompart assenyalà que era la primera vegada, des de feia tres-cents anys, que s'escrivia en la nostra llengua una obra literària d'autèntic valor. En certa manera aquesta data, el 1833, s'ha considerat el punt de sortida de la renaixença de la literatura catalana. Però és evident que la Renaixença ja existia i hagués existit, s'hagués escrit o no el poema d'Aribau.
Les raons de l'arrencada del moviment renaixentista són moltes. Llompart esmenta les següents:
- L'economia (bé es pot comprendre que Catalunya, en començar el segle xix, es trobava davant un futur ple de possibilitats i d'esperances quant a la recuperació del paper econòmic que havia jugat durant l'Edat Mitjana, escriu Llompart). El segle xix és el segle del liberalisme i de la industrialització, quan la societat catalana, i Barcelona al davant, manifesten un dinamisme econòmic excepcional, afavorit per les circumstàncies econòmiques generals. És evident, però, que València i les Illes Balears tenen evolucions diferenciades d'aquest procés, encara que amb semblances.
- El romanticisme va ser quelcom més que un estil literari. Va representar una altra manera de veure de les coses, incloent la rebel·lió contra els excessos del racionalisme neoclàssic que havia predominat en el segle xviii i havia triomfat amb la Il·lustració. Cal considerar: la lluita del sentiment contra la raó, la defensa de la llibertat de l'artista, de la sinceritat i l'autenticitat, la valoració admirativa de l'edat mitjana i la veneració de les virtuts del poble (costums, tradicions, llengua...).

La combinació dels factors materials i espiritual és el que fa possible l'esclat renaixentista i explica els versos simbòlics d'Aribau el 1833. Joaquim Rubió i Ors, Lo Gaiter del Llobregat, començà a publicar les seves poesies a partir de 1839, que va assolir un gran èxit popular. L'any 1859 es varen restaurar els Jocs Florals a Barcelona, els antics certàmens poètics medievals, en els quals aviat hi participà Lo Joglar de Maylorcha (pseudònim de Jeroni Rosselló). La Renaixença també havia començat a les illes.

## Mallorca davant la Renaixença
A mitjan segle xix la societat mallorquina estava en ple procés de canvi econòmic i cultural, per bé que aquest canvi estava hegemonitzat per un bloc social divers en el qual els terratinents, l'aristocràcia i els grans comerciants eren els sectors més influents i en marcaven la seva empremta conservadora. La Societat Econòmica Mallorquina d'Amics del País havia estat una bona mostra del reformisme cultural borbònic i, aleshores, un conjunt d'intel·lectuals i erudits havien desplegat la seva activitat (Jaume Pujol, Pere Andreu, Miquel Moragues, Antoni Furió i Joaquim Maria Bover, entre altres), encara lluny de reivindicar l'ús literari de la llengua catalana o obertament escèptics davant aquesta possibilitat. Joan Josep Amengual i Reus, per contra, des de posicions liberals havia fet ús del català en la polèmica política, escrit poesies, format un diccionari i publicat una Gramàtica de la lengua mallorquina (1835). Tot i que Amengual encara estava enfora de ser un renaixentista, tampoc no participava del projecte castellanitzador i elitista que representà la Societat Econòmica Mallorquina d'Amics del País.
Però la cultura de Mallorca, i la vida oficial, a mitjan segle xix estava fortament castellanitzada. Les èlites intel·lectuals no s'havien plantejat que l'idioma del poble pogués ser útil per a la creació literària. Malgrat tot, cal assenyalar l'existència d'autors com Tomàs Aguiló i Cortès, autor de la Rondaia de rondaies (1815) i de les Fàbules en vers mallorquí (1846) a més d'un entremès en vers Més perd l'avariciós que l'abundós (1851). .

## La Palma
La Palma va ser una revista literària mallorquina representativa de les noves sensibilitats i ja amb un cert segell d'inspiració romàntica. El seu primer número va aparèixer el 4 d'octubre de 1840. Era de periodicitat setmanal i sols se'n publicaren trenta números. Va ser una publicació de curta durada, però oberta i digna, redactada en castellà, però alhora generadora d'un impuls intel·lectual renaixentista.
Va dedicar atenció a la història de Mallorca, a les seves tradicions i cultura popular, a la seva literatura medieval. Mentrestant també parlava de les òperes de Bellini, de Victor Hugo, Lamartine, Manzoni i Schiller. Els fundadors d'aquesta publicació varen ser Josep Maria Quadrado, Antoni Montis i Tomàs Aguiló i Forteza.

## Tomàs Aguiló i Forteza

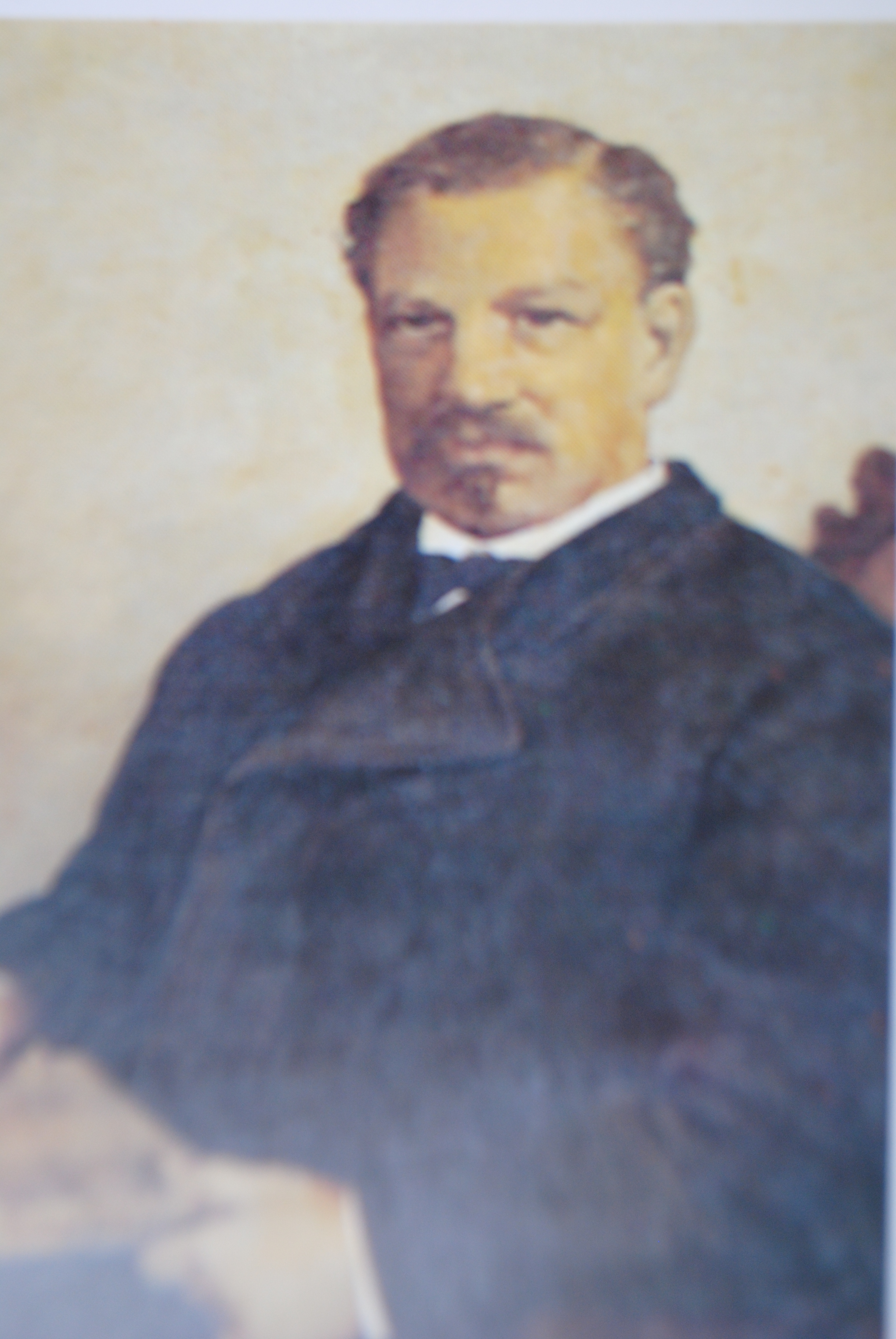
Tomàs Aguiló i Forteza

Tomàs Aguiló i Forteza (Palma, 1812-1884) és considerat com un dels iniciadors de la Renaixença literària mallorquina. El 1832 publicà el seu primer poema, l'oda A la conquista de Mallorca. Entrà en contacte amb els corrents romàntics més conservadors que s'imposaven arreu d'Europa (Chateaubriand, Manzoni, Walter Scott…). Col·laborador de Josep M. Quadrado, Tomàs Aguiló va ser amic de Rubió i Ors, el qual l'animà a escriure en català. Aguiló dedica a Rubió un llarg estudi, publicat a La estrella balear (1841). És important el seu llibre Poesies fantàstiques en mallorquí (1852), de clar ressò romàntic d'inspiració germànica en la seva grandiositat i misteri. Altres poemes, no tan ambiciosos però de to més popular, mostren un interessant sentit de l'humor i fan servir un llenguatge viu i expressiu. Des del punt de vista lingüístic, com indica Llompart, Aguiló representa una opció popular i a la vegada elegant, lluny de l'encarcarament medievalitzant, fet que demostra que a Mallorca la llengua s'havia conservat més pura, més expressiva que en el continent, i, per tant, els escriptors mallorquinsw es trobaven amb un instrument més eficaç que no els catalans del Principat.

## Jeroni Rosselló
Jeroni Rosselló, nascut a Palma el 1827, també va ser deixeble de Rubió i Ors. La seva formació catalanista no començà fins al 1843, quan inicià els estudis d'advocat a la Universitat de Barcelona. Compaginà la tasca de misser amb l'erudició i la poesia. Molt amic de Víctor Balaguer, va ser durant anys la figura més representativa del partit sagastí a Mallorca. És el prototip de renaixentista romàntic. A diferència de Tomàs Aguiló, Rosselló optà pel llenguatge cultista i arcaic, exageradament medievalitzant i distant del llenguatge popular. Col·laborà a les revistes de Mallorca i al Calendari Català i Lo Gay Saber de Barcelona, sobretot amb versions de poetes estrangers. L'any 1859, Rosselló inicià la publicació de les obres de Ramon Llull.

## Marià Aguiló

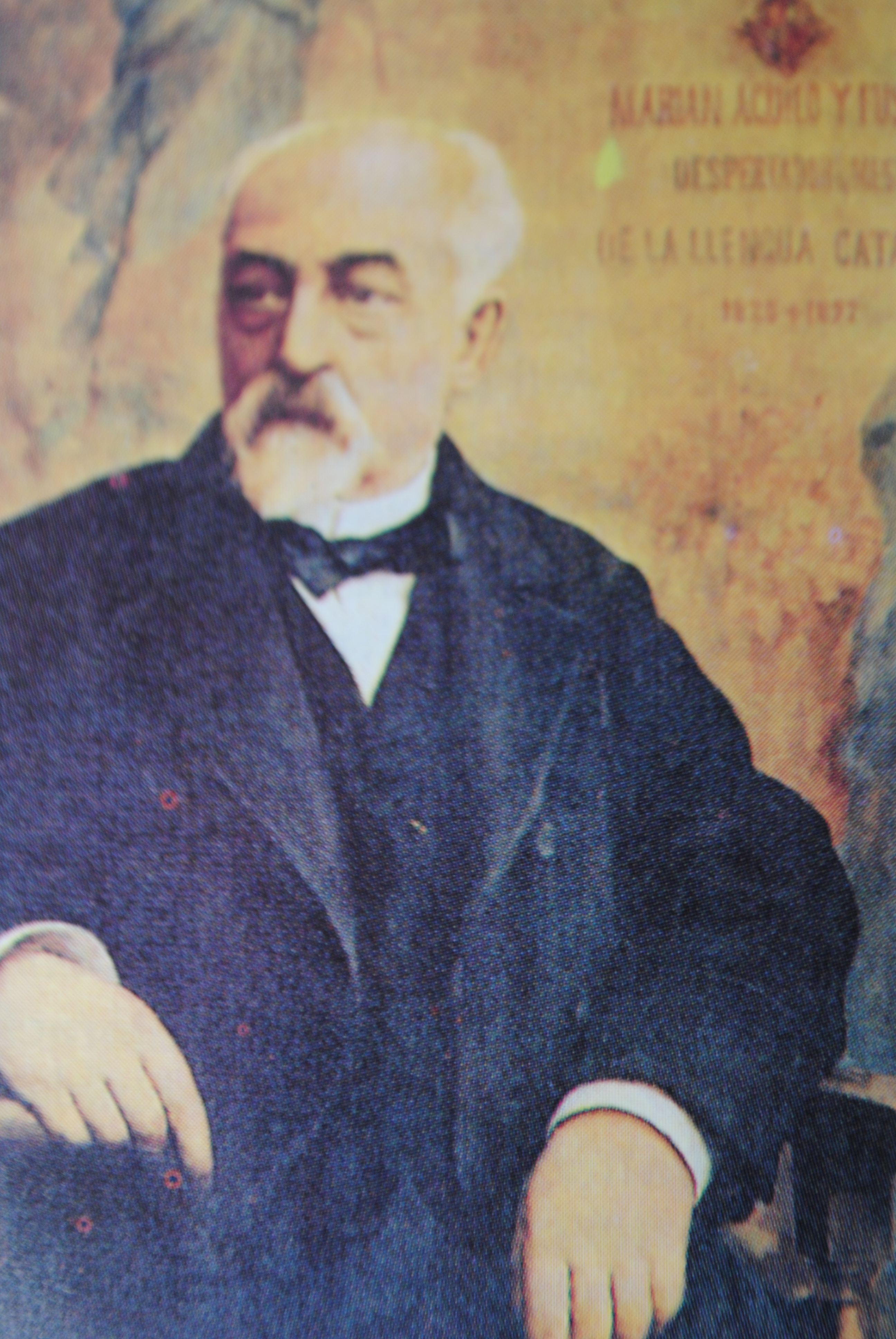
Marià Aguiló

Cosí de Tomàs Aguiló i Forteza, la seva trajectòria biogràfica ve caracteritzada per una gran passió per la llengua catalana.. També va estudiar dret a Barcelona i fou amic de Pau Piferrer i Rubió i Ors. Va recopilar cançons tradicionals i mots d'arreu dels Països Catalans per a dur a terme el seu diccionari de la llengua. De la seva tasca en resultà el Romancer popular de la terra catalana, el Cançoner de les obretes en nostra llengua materna més divulgades. El 1860 va editar Catálogo de obras en lengua catalana impresas desde 1474 hasta 1760. El 1925 es publicaren les seves Poesies Completes. Una micaseguint Tomàs Aguiló la seva poesia té un to popular, manifest en els temes, el lèxic i l'estil. Un altre tret que defineix la poesia i la manera de pensar de Marià Aguiló és el patriotisme. Era conscient de la necessitat de restaurar la llengua del poble als nivells més elevats de la cultura. La poesia de Marià Aguiló s'adreça al poble i alguna de les seves poesies -com S'estrella de s'auba- s'han convertit en poesies populars

## Josep Lluís Pons i Gallarza

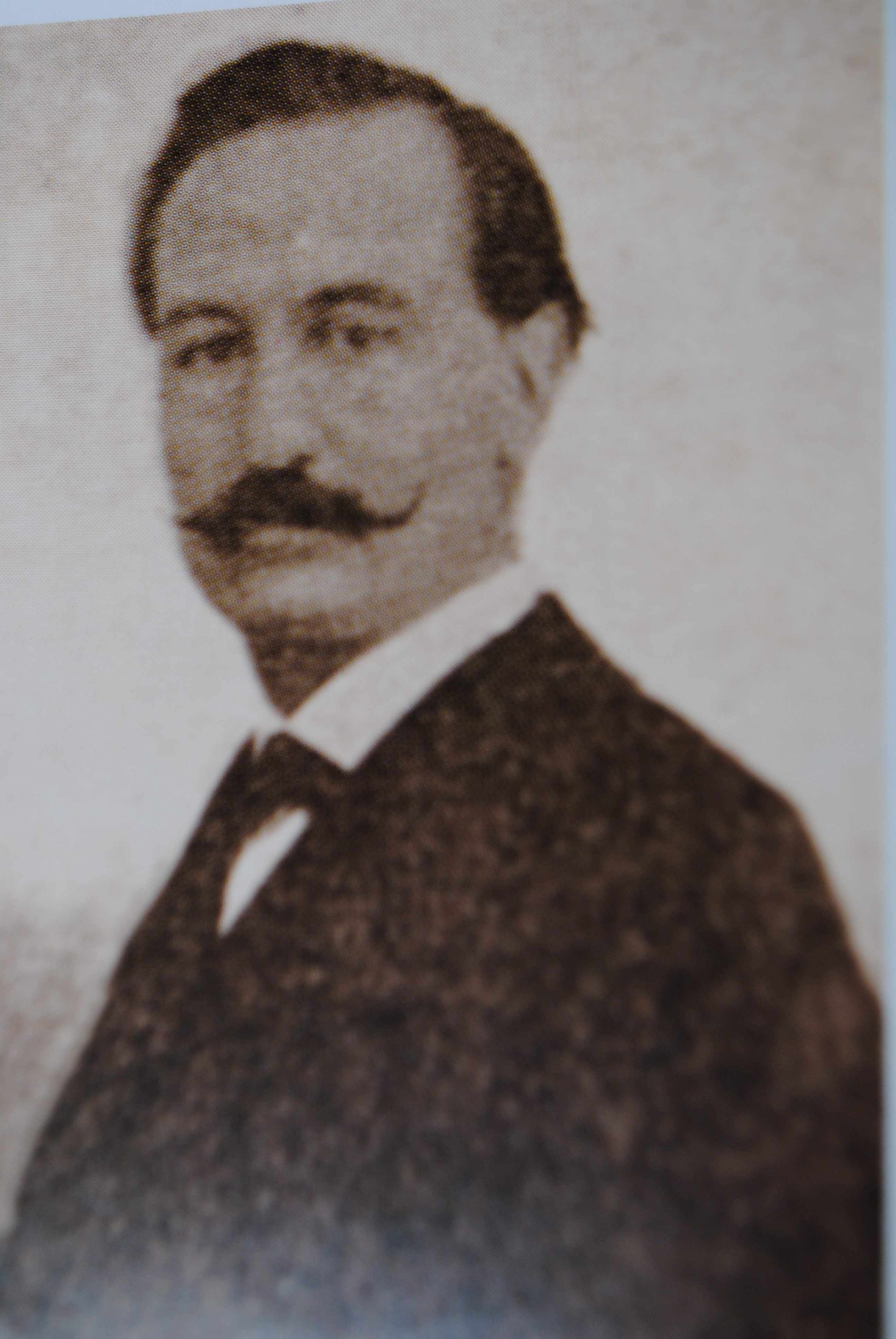
L'escriptor Josep Lluís Pons i Gallarza

Nascut a Sant Andreu del Palomar (Barcelona) el 1823, va ser professor de l'Institut Balear de Palma, ciutat on morí el 1894. Va tenir una important influència sobre la generació jove. Segons Josep Maria Llompart des del punt de vista literari és la figura més sòlida i perdurable del romanticisme insular. La seva poesia conté els elements definitoris de la poesia mallorquina posterior: elegància, classicisme, serenitat, contenció del sentiment, interpretació simbòlica del paisatge, gust per la forma perfecta i llenguatge depurat. Cal esmentar poemes com Els tarongers de Sóller o L'olivera mallorquina, poemes que no han envellit a pesar del temps.

## Els romàntics mallorquins
El romanticisme mallorquí va ser, en general, de caràcter conservador i historicista. D'acord amb el lema dels Jocs Florals Pàtria, Fe, Amor, aquests eren els temes que més tractaven els pòetes romàntics mallorquins. El que més sovintejà va ser el tema patriòtic. Però potser amb l'excepció de Pons i Gallarza la solemnitat erudita dels romàntics mallorquins menors sona a buida. Més viu és el romanç sobre tradicions o rondalles populars. A vegades el patriotisme romàntic pren la forma de la contemplació admirativa del paisatge. La poesia religiosa és inferior en qualitat i no supera la categoria de poesia devota. L'amor va ser el tema més escassament tractat i amb més cautela. Dins aquestes temàtiques varen fer poesia un conjunt de poetes que escrigueren entre 1859 (any de la restauració dels Jocs Florals) i 1875 (any de la publicació de El Pi de Formentor. A més de Pere d'Alcàntara Penya, que és un escriptor que defuig el floralisme romàntic, es poden esmentar Miquel Victorià Amer, Guillem Forteza i Tomàs Forteza. I un poc més tard Jeroni Forteza, Josep Tarongí i Ramon Picó i Campamar.